# Podróż apostolska Jana Pawła II do Francji (1983)
19 Podróż Apostolska Jana Pawła II miała miejsce w dniach 14-15 sierpnia 1983 roku. Pielgrzymka została zorganizowana z okazji 125. rocznicy objawień Matki Bożej w Lourdes, 50. rocznicy kanonizacji św. Bernadetty i 1950. rocznicy Odkupienia. Była to zarazem pierwsza wizyta głowy Kościoła Rzymskokatolickiego w sanktuarium Matki Bożej w Lourdes. Przedtem, począwszy od Piusa IX, który ogłosił dogmat o Niepokalanym Poczęciu Najświętszej Marii Panny, wszyscy papieże wysyłali jedynie swoich legatów do Lourdes, aby ich reprezentowali podczas ważnych wydarzeń w tamtejszym sanktuarium.

## Przebieg pielgrzymki
14 sierpnia 1983 Jan Paweł II po przybyciu do groty Massabielle w sanktuarium w Lourdes powtórzył te same gesty, co Bernadetta: ukląkł, ucałował ziemię, zapalił świecę, napił się wody ze źródła, dotknął skały po czym modlił się.
W swym pierwszym przemówieniu w grocie papież przypominał sens orędzia z Lourdes w kontekście Odkupienia, zwracając uwagę zgromadzonych na aktualność wezwania do nawrócenia, które Maryja wygłosiła objawiając się przez 150 laty w grocie.
Na zakończenie pierwszego dnia wizyty odbyła się tradycyjna wieczorna procesja ze światłami. Z tarasu bazyliki Różańcowej papież wezwał wiernych m.in. do modlitw za cierpiących głód, okropności wojny i za wszystkich prześladowanych za wiarę.
W drugim dniu wizyty, podczas przypadającego święta Wniebowzięcia Najświętszej Marii Panny, papież odmówił brewiarz z kapłanami zgromadzonymi w bazylice Różańcowej a następnie odmówił specjalną modlitwę za spowiedników, po której rozesłał wszystkich kapłanów do słuchania spowiedzi wiernych.
W wygłoszonej podczas mszy homilii raz jeszcze podkreślił jubileuszowy cel swej pielgrzymki do Lourdes.
W godzinach popołudniowych papież spotkał się w bazylice Piusa X z młodzieżą. Przemawiając do ponad 25 tysięcy zgromadzonych młodych ludzi wezwał ich do naśladowania w życiu drogi Chrystusa.
Po spotkaniu z młodzieżą Jan Paweł II przemówił do chorych wzywając ich, aby ofiarowali swe cierpienia za Kościół.